# Toda de Larrea
Toda de Larrea fue una noble y distinguida dama bilbaína del siglo XV, conocida principalmente por su relación amorosa con el rey Fernando el Católico y su papel como madre de una de las hijas extramatrimoniales del monarca, María Esperanza de Aragón, también llamada La Excelenta.
Nacida en una familia de la aristocracia vizcaína, la vida de Toda de Larrea tomó un giro inesperado en 1476, cuando el rey Fernando el Católico visitó Bilbao. Durante esta visita, Toda y el rey iniciaron un romance que resultó en el nacimiento de su hija María de Aragón.
Para mantener el secreto de la relación y proteger a su hija, Toda de Larrea crio a María de manera discreta. Sin embargo, un incidente en el que Toda cantó una copla alusiva a su romance con Fernando en una plaza pública llegó a oídos de la reina Isabel, quien tomó medidas drásticas al enviar a unos caballeros para secuestrar a Toda y su hija. Ambas fueron llevadas al monasterio de Madrigal, donde María de Aragón llegó a ser abadesa. A partir de ese momento, no se volvió a tener noticias de Toda de Larrea.